# A Big Hunk o’ Love
A Big Hunk o’ Love – utwór autorstwa Aarona Schroedera i Sida Wyche, który pierwotnie nagrany został przez Elvisa Presleya i zespół The Jordanaires w 1958 roku. Singel wydany został w czerwcu 1959 r..
Ostatni raz na żywo Presley wykonał piosenkę 26 stycznia 1974 w hotelu Hilton w Las Vegas. Wersja ta jest zawarta na albumie Something Old, Something New.